# San Marcos (Nicaragua)
San Marcos is een gemeente in Nicaragua in het departement Carazo. De gemeente (municipio) telde 32.200 inwoners in 2015, van wie de kleine helft in het stedelijk gebied (barrio) woont.
De patroonheilige van San Marcos is Marcus de evangelist. Ieder jaar worden op 24 en 25 april festiviteiten georganiseerd ter ere van deze patroonheilige

## Geografie
De gemeente beslaat een oppervlakte van 118 km² en met een bevolking van 32.200 heeft het een bevolkingsdichtheid van 272 inwoners per vierkante kilometer. San Marcos ligt zo'n 45 kilometer ten zuiden van de hoofdstad Managua.

### Bestuurlijke indeling
San Marcos bestaat uit 16 buurten en landelijke 24 gemeenschappen.

### Aangrenzende gemeenten
| Aangrenzende gemeenten                  | Aangrenzende gemeenten | Aangrenzende gemeenten | Aangrenzende gemeenten | Aangrenzende gemeenten |
| --------------------------------------- | ---------------------- | ---------------------- | ---------------------- | ---------------------- |
|                                         |                        | La Concepción (Ms)     |                        |                        |
|                                         |                        |                        |                        |                        |
| San Rafael del Sur (Mn) El Crucero (Mn) | Masatepe (Ms)          |                        |                        |                        |
|                                         |                        |                        |                        |                        |
|                                         |                        | Diriamba               |                        | Jinotepe               |

### Klimaat
San Marcos heeft een savanneklimaat.

## Economie
De economie van San Marcos is vooral gericht op de landbouw, met name het verbouwen van koffie en het telen van fruit. Deze gewassen gedijen goed in het savanneklimaat.

## Sport
San Marcos heeft een eigen voetbalclub, namelijk FC San Marcos.

## Geboren
- Anastasio Somoza García (1896-1956), president van Nicaragua (1937-1956)

## Stedenbanden
San Marcos heeft stedenbanden met:
- Jena (Duitsland), sinds 1996
- Helmond (Nederland), sinds 1987
- Biel (Zwitserland)
- Concord (Verenigde Staten)